# The Gay Corinthian
The Gay Corinthian er en britisk stumfilm fra 1924 af Arthur Rooke.

## Medvirkende
- Victor McLaglen som Squire Hardcastle
- Betty Faire som Lady Carrie Fanshawe
- Cameron Carr som Lord Barrymore
- Humberston Wright som Sir Thomas Apreece
- Donald Macardle som Harry Fanshawe
- George Turner som Jeremy
- Guardsman Penwill som Flaming Tinman
- Noel Arnott som Jeffries
- Jack Denton som Dr. Lee